# ながらりょうこ
ながら りょうこ（1984年2月 - ）は、日本の漫画家、イラストレーター。北海道出身、ドイツ、ベルリン在住。
手描きを生かした線（ペン画）で描くイラスト、漫画などで活動中。

## 作品リスト
- ふりむけば北海道（『小説新潮』2022年8月号）
- 『ねこと私とドイッチュラント』小学館〈少年サンデーコミックススペシャル〉既刊6巻（『週刊少年サンデーS』2018年3月号[2] - ） - 2022年12月号から休載中[3]
  1. 2018年9月12日発売[4][5]、ISBN 978-4-09-128549-2
  2. 2019年6月12日発売[6]、ISBN 978-4-09-129256-8
  3. 2020年6月12日発売[7]、ISBN 978-4-09-850157-1
  4. 2021年3月12日発売[8]、ISBN 978-4-09-850492-3
  5. 2021年11月12日発売[9]、ISBN 978-4-09-850827-3
  6. 2022年7月12日発売[10]、ISBN 978-4-09-851210-2
- 『ヨーロッパたびごはん』イースト・プレス〈コミックエッセイの森〉、2017年7月7日発売[11]、ISBN 978-4-7816-1558-5
- 『北国ゆらゆら紀行』小学館〈ゲッサン少年サンデーコミックス〉既刊1巻（『ゲッサン』2023年12月号[12] - ）
  1. 2024年11月12日発売[13][14]、ISBN 978-4-09-853746-4